# Yuama
Yuama (en árabe: جماعة الجوامعة‎, en francés: Jouamaa) es una comuna marroquí de la provincia de Fahs-Anyera, en la región Tánger-Tetuán-Alhucemas. Está situada en el norte del país. Limita al norte con la comuna de Malloussa; al este, con la comuna de Anyera; al noroeste, con la comuna de Laaouama; al sur, con la prefectura de Tetuán; y al oeste, con la prefectura de Tánger-Arcila. Tiene 7.173 habitantes según el censo de 2004.